# ستيفن بيواتر
ستيفن بيواتر (بالإنجليزية: Stephen Bywater)‏ (7 يونيو 1981 بمانشستر في المملكة المتحدة - ) هو لاعب كرة قدم بريطاني في مركز حراسة المرمى. شارك مع منتخب إنجلترا تحت 21 سنة لكرة القدم. أما مع النوادي، فقد لعب مع إيبسويتش تاون وديربي كاونتي وشيفيلد وينزداي وكارديف سيتي وكوفنتري سيتي ونادي دونكاستر روفرز ونادي غيلينغهام ونادي ميلوول وهال سيتي ووست هام يونايتد ووولفرهامبتون واندررز ونادي كيرلا بلاستيرز ونادي بيرتن ألبيون ونادي روتشديل وويكمب وندررز.

## وصلات خارجية
- ستيفن بيواتر على موقع قاعدة بيانات كرة القدم.إي يو (الإنجليزية)
- ستيفن بيواتر على موقع Soccerbase.com (لاعب) (الإنجليزية)
- ستيفن بيواتر على موقع Soccerway.com (الإنجليزية)
- ستيفن بيواتر على موقع عالم كرة القدم.نت (الإنجليزية)